# 林加奈子
林 加奈子（はやし かなこ、1993年12月14日 - ）は、奈良県生駒市出身の女優である。ヒラタオフィス所属。血液型はO型。身長165cm。2019年に行われた夕刊フジの創刊50周年を記念した初のイメージガール「初代ミス夕刊フジ子」では特別賞を受賞している。
WaVE by avexに所属したのちフリーランスで3年間ほど活動していたが、2021年9月13日にヒラタオフィス所属となったことが自身のツイッターで発表された。
愛称は、かなひょん。
好きなアーティストは、宇多田ヒカル、山下達郎。
2020年2月28日放送の「全力!脱力タイムズ（フジテレビ系）でオリエンタルラジオの藤森慎吾に強烈なビンタをお見舞いしたことで話題になった。

## 出演

### 舞台
- 真夏座「神戸北ホテル」(2018年6月)
- 真夏座「煙が目にしみる」(2018年9月)
- ミュージカル「クリスマスキャロル」(東京キネマ倶楽部 2018年12月)
- 舞台「チョイス-天知る地知る心知る-」(阿佐ヶ谷シアターシャイン 2019年3月)
- オーストラ・マコンドー「盆栽」(下北沢スターダスト 2021年5月)
- 山口ちはるプロデュース特別公演〜仮名手本『百物語〈仮〉』(下北沢スターダスト　2022年10月)

### テレビ
- 痛快TV スカッとジャパン (フジテレビ 2016年3月)
- 憧れの仕事やってみました in南アフリカ 1週間人生交換(フジテレビ2017年5月)
- 全力!脱力タイムズ(フジテレビ 2020年2月28日)[7]
- 出川哲朗の恥の王様(TBS2020年5月)
- ザキ山小屋 (朝日放送テレビ 山ガール　2019年からレギュラー出演、2021年10月卒業)[8]
- 千鳥のクセがスゴいネタGP(フジテレビ2020年8月15日)

### ドラマ
- hulu オリジナルドラマ 代償 （2016年10月、hulu）- 新人事務員 役
- 名もなき復讐者 ZEGEN（2019年、関西テレビ）
- アンサングシンデレラ (2020年7月、フジテレビ) - SPD役
- 連続ドラマW セイレーンの懺悔 (2020年10月WOWOW)
- シグナル 長期未解決事件捜査班 (2021年3月、フジテレビ)
- 悪女（わる）働くのがカッコ悪いなんて誰が言った? 第2話（2022年4月20日、日本テレビ） - 千葉杏奈 役
- 心霊内科医 稲生知性(2023年3月、フジテレビ)4話ゲスト

### ラジオ
- かわさきFM「うかれカメラのしゃべるラジオ」(2020年12月ゲスト)
- ならどっとFM「タイム784」(2023年8月ゲスト)
- Spotify Podcast「林加奈子と夢のなかへ」パーソナリティ

### 映画
- コンビニエンス・ストーリー(2022年8月)

- 母性(2022年11月)